# ماري ستافورد
ماري ستافورد (بالإنجليزية: Mary Stafford)‏ هي عازفة الجاز أمريكية، ولدت في 1895، وتوفيت في 1938.

## وصلات خارجية
- ماري ستافورد على موقع ميوزك برينز (الإنجليزية)
- ماري ستافورد على موقع أول ميوزيك (الإنجليزية)